# Анри Пескароло
Анри Пескароло (на френски: Henri Pescarolo) е френски пилот от Формула 1 и собственик на отбора Pescarolo Sport, който се състезава в Световните серии „Льо Ман“ и 24-те часа на Льо Ман.

## Биография
Има 64 старта във Формула 1, като прави своя дебют на 22 септември 1968 година. В шампионата има един подиум и една най-бърза обиколка, набира общо 12 точки в кариерата си. Той се състезава със зелена каска, като запазва все още брадата по лицето, която частично покрива изгарянията, претърпени в една тежка катастрофа.
Анри държи рекорда на Льо Ман за най-много участия (33), като печели състезанието четири пъти като пилот.
По-късно в кариерата си на състезател участва в Рали Париж-Дакар.
След оттеглянето си от Формула 1 продължава да се състезава със свой собствен екип в сериите за издръжливост „Льо Ман“, както и на 24-те часа на Льо Ман, което той спечелва като пилот през 1972 година с автомобил Матра, който пилотира заедно с легендата на Фолмула 1 - Греъм Хил.
Неговият отбор Pescarolo Sport е спонсориран от японския концерн за електроника Sony, рекламирайки върху състезателните си машини игровата конзола PlayStation 2, а колата може да бъде управлявана в играта за нея Gran Turismo 4.
Той все не е спечелва състезанието като собственик на екип, въпреки че е съвсем близо до спечелването през 2005 година с болида Pescarolo Courage C60H. Неговият отбор успява да спечели шампионата Le Mans ES през същата година. На следващата година завършва втори, а през 2007 година завършват трети в същия шампионат, като използва дизелов двигател в болидите си.
Анри е и пилот на хеликоптер, като е много запален по своето хоби.